# 자유동맹 (덴마크)

자유동맹(自由同盟, 덴마크어: Liberal Alliance)은 덴마크의 중도우파 정당으로, 2007년 설립되었다. 2015년 총선거 결과, 사회민주당, 덴마크 인민당, 좌파당, 적녹동맹에 이어 제5당이다.

## 같이 보기
- 덴마크의 정당